# Dinarthrum hiurai
Dinarthrum hiurai är en nattsländeart som beskrevs av Tani 1971. Dinarthrum hiurai ingår i släktet Dinarthrum och familjen kantrörsnattsländor. Inga underarter finns listade i Catalogue of Life.